# Aphyllanthes monspeliensis
Aphyllanthes es un género monotípico de plantas  perteneciente a la familia de las asparagáceas y el único miembro de la subfamilia Aphyllanthoideae, con una única especie: Aphyllanthes monspeliensis L. 1753. Es originaria de la región mediterránea.

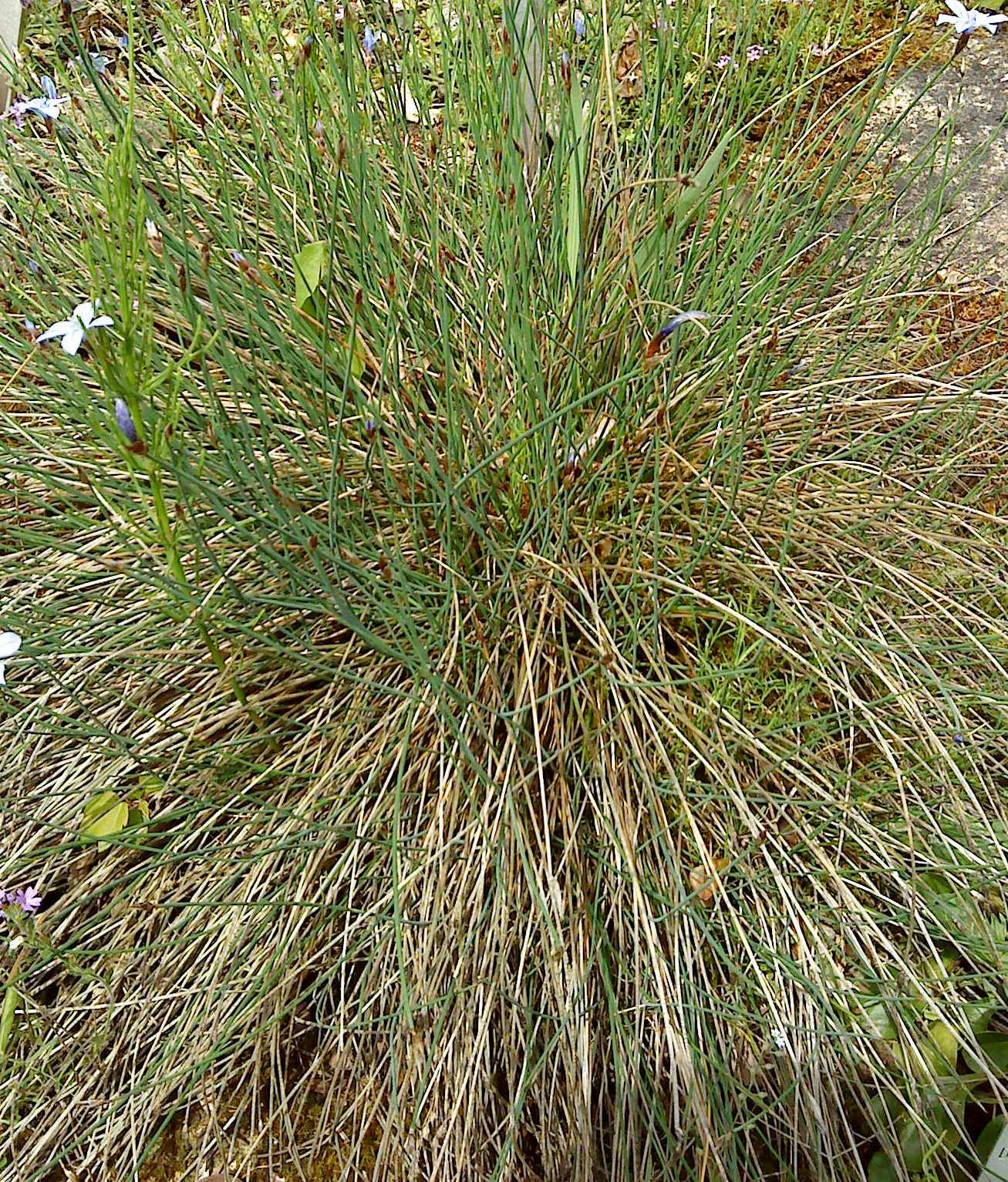
Follaje

## Descripción
Son plantas  glabras con rizoma horizontal, largo. Escapos de hasta 45 x 1,5 cm, numerosos, estriados. Hojas de basta 10 cm, purpuráceas, con parte externa trinervada verde, frecuentemente prolongadas en un mucrón. Flores rodeadas de 6-7 brácteas de 4,5-10 mm, coriáceas, ovadas u oblongas; la externa ovado-lanceolada y largamente mucronada. Tépalos de 15-20 mm, oblongos, obtusos, persistentes, con parte superior divaricada y parte inferior formando un tubo rodeado por las brácteas, azul-violeta, rara vez blancos. Estambres más cortos que los tépalos, con anteras de 1-1,5 mm, amarillas. Cápsulas de 3,54 mm, apiculadas. Semillas densa y diminutamente tuberculadas, negras. Tiene un número de cromosomas de 2n = 32. Florece y fructifica de febrero a junio.

## Distribución y hábitat
Se encuentra en matorrales, sobre roquedos, suelos pedregosos y taludes calcáreos en montañas frescas. Propia de SW de Europa, Norte de África y Sureste de Francia. En la península ibérica vive en la mitad este hasta Cádiz, además de la Cuenca del Duero.

## Taxonomía
Aphyllanthes monspeliensis fue descrita por Carlos Linneo  y publicado en Species Plantarum 294. 1753.
Sinonimia
- Aphyllanthes cantabrica Bubani
- Aphyllanthes juncea Salisb.[5]

## Nombres comunes
- Castellano: chunqueta, chunza, clavel seco, espartillo, espinillo, juncia, junco, junco florido (2), junquillejo, junquillo (10), junquillo azul (2), junquillo de flor azul, junquillo falso (3), junquillo fino, unquillejo, unquillo.[6]